# James S. Harris
James S. Harris est un scientifique et ingénieur ayant notamment remporté la médaille commémorative IEEE Morris N. Liebmann en 2000.